# Kościół Narodzenia Najświętszej Maryi Panny w Piwnicznej-Zdroju
Kościół Narodzenia Najświętszej Maryi Panny – rzymskokatolicki kościół parafialny należący do dekanatu Piwniczna diecezji tarnowskiej.

## Historia
Obecna świątynia została wzniesiona w latach 1881-1886. Konsekrowana została przez biskupa tarnowskiego Ignacego Łobosa w 1889 roku. W 1902 roku została dobudowana nowa zakrystia, a w 1909 roku chór muzyczny od strony południowej. 

## Architektura
Jest to budowla zbudowana w stylu neobarokowym, murowana, wzniesiona z cegły i otynkowana. Składa się z trzynawowego korpusu i krótkiego prezbiterium. Prezbiterium posiada równą wysokość, co nawa główna i jest zamknięte półkoliście, po jego obydwóch bokach znajdują się symetrycznie usytuowane dwie przybudówki zakrystyjne. Od strony zachodniej znajduje się wieża objęta bryłą korpusu nawowego. Powyżej korpusu posiada kształt kwadratu i jest ujęta pilastrami, z przełamującym się wydatnym gzymsem, zwieńcza ją ośmiokątna ślepa latarnia z iglicą. Elewacja frontowa charakteryzuje się skromnymi podziałami pilastrowo-lizenowymi. Świątynia nakryta jest dachem dwuspadowym, na dachu jest umieszczona wieżyczka na sygnaturkę, z czworoboczną latarnią. Wnętrza nakrywają sklepienia żaglaste oparte na gurtach. Arkady międzynawowe i oddzielające przęsła są zamknięte półkoliście.

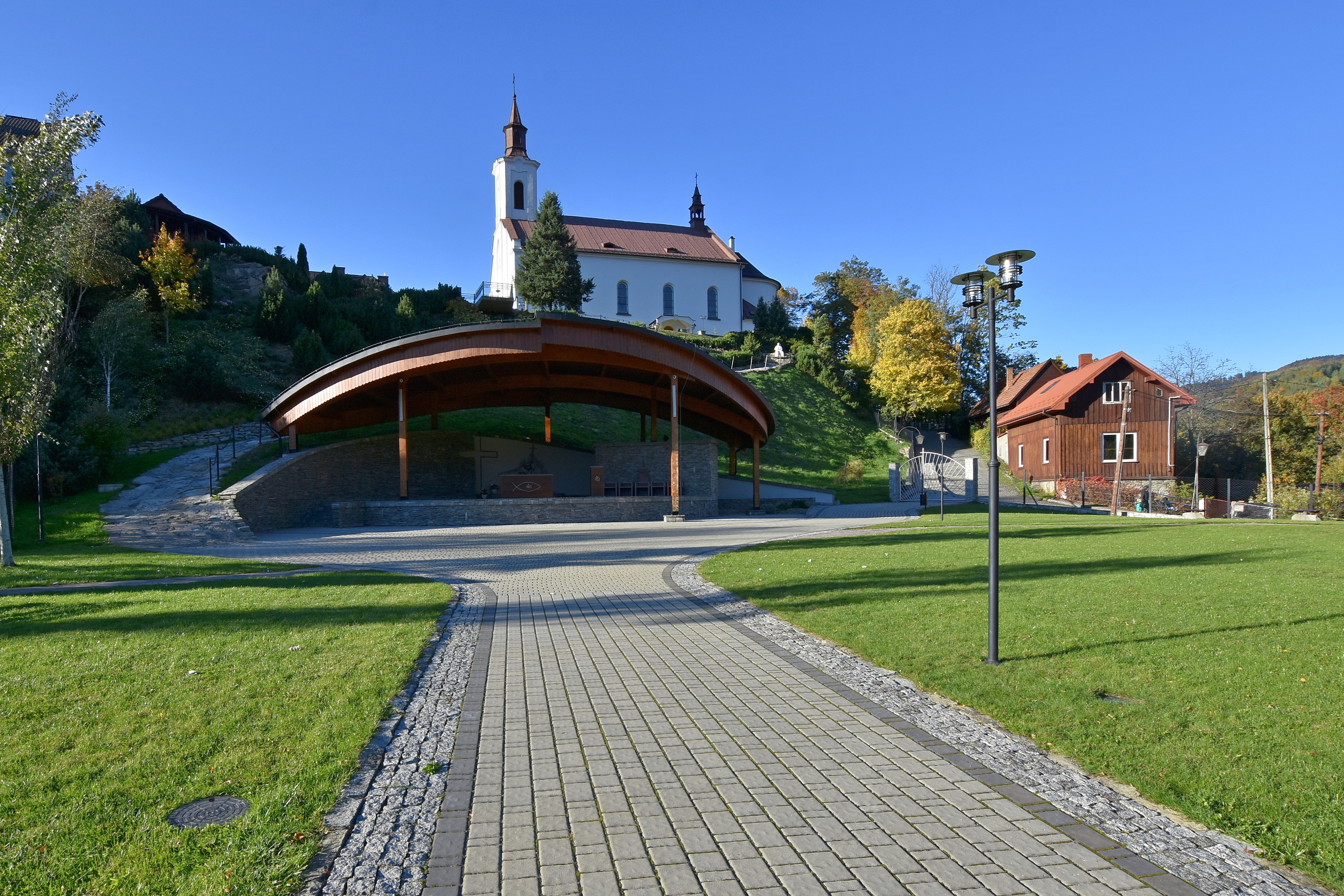
Widok ogólny
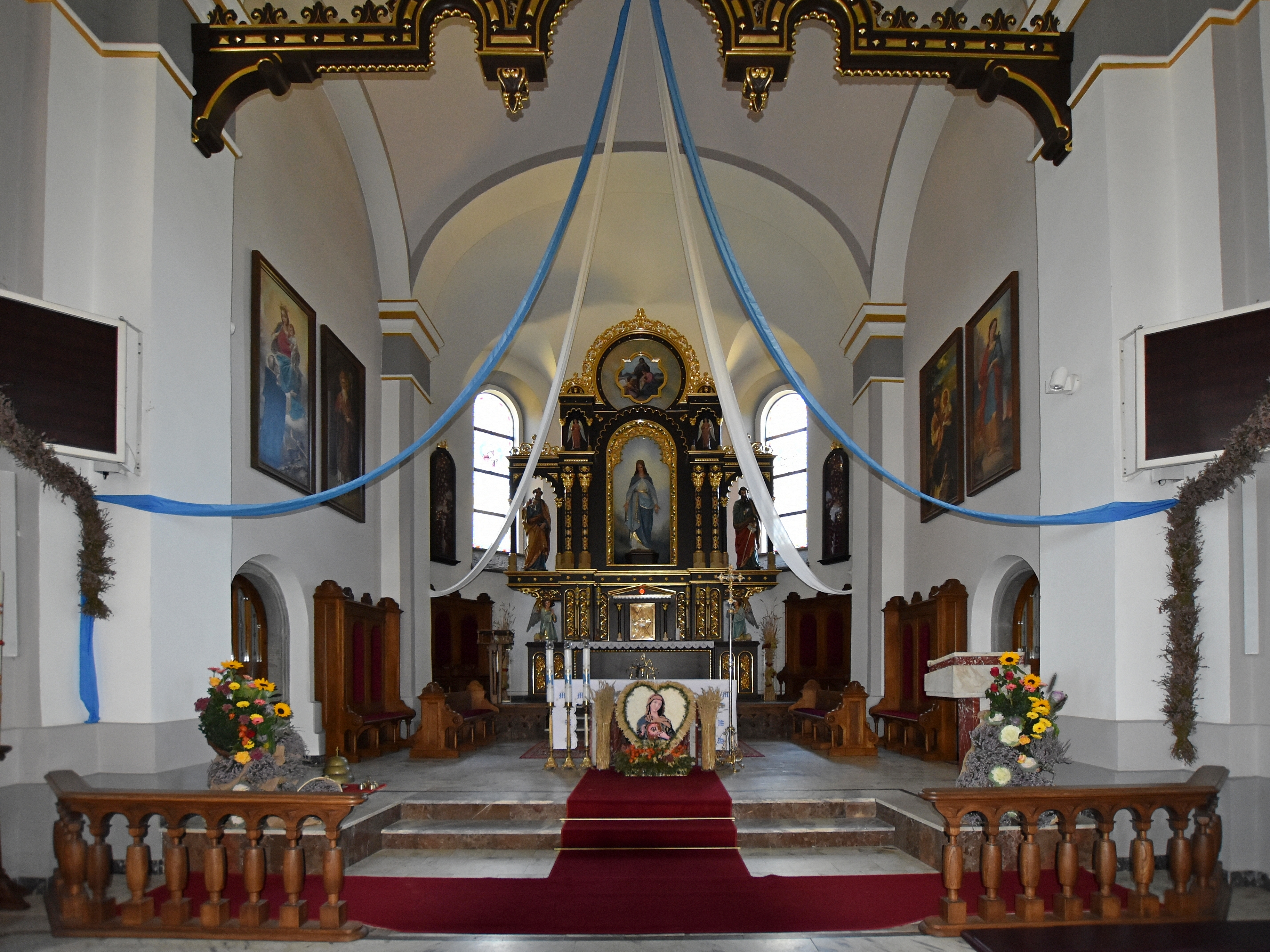
Wnętrze
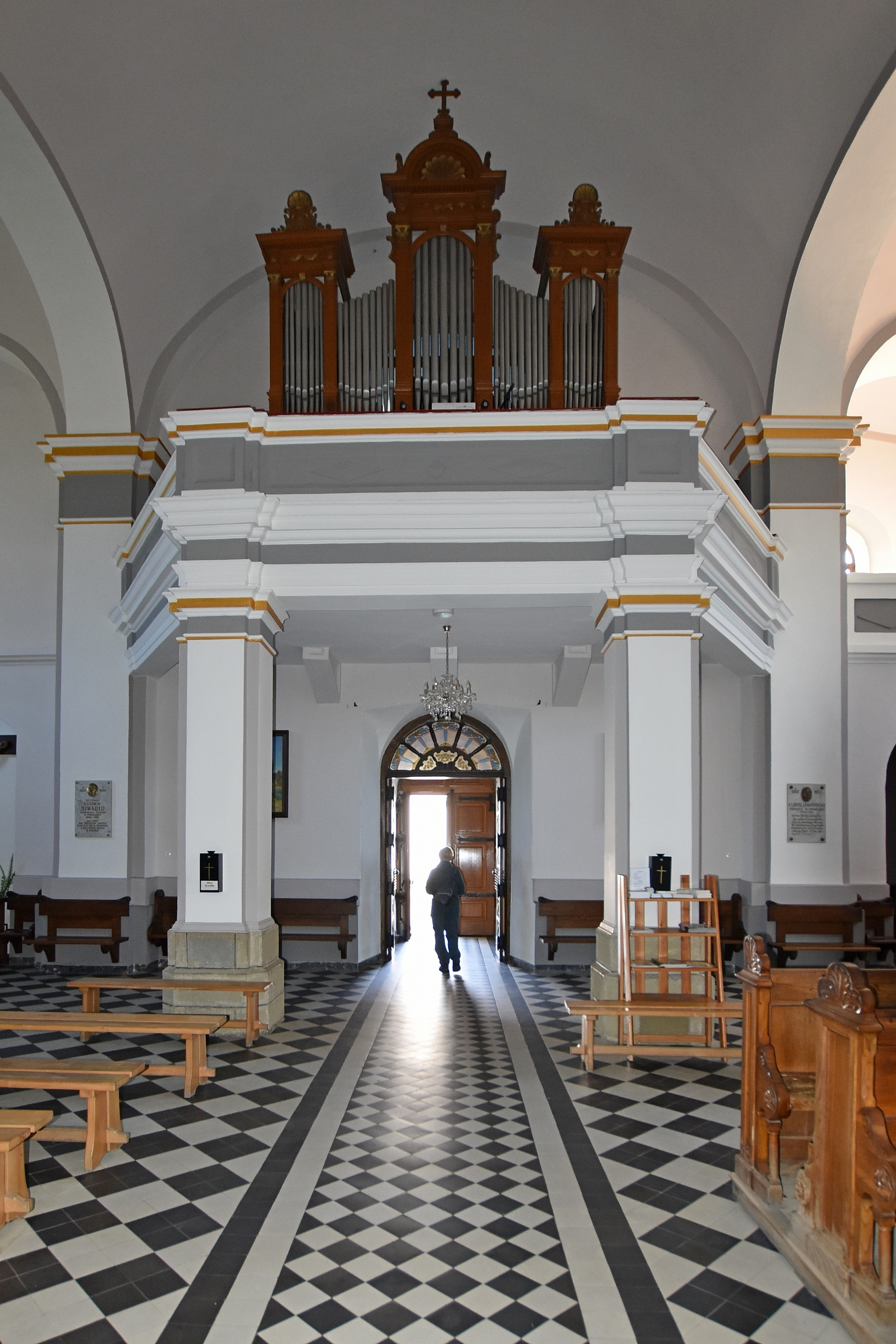
Wnętrze